# Hada nana
Hada nana là một loài bướm đêm trong họ Noctuidae.